# Mademoiselle Juliette
"Mademoiselle Juliette" (tiếng Anh: "Miss Juliet") là đĩa đon đầu tiên trong album mới nhất của Alizée, Psychédélices.

## Vị trí trên biểu đồ
| Quốc gia                              | Vị trí |
| ------------------------------------- | ------ |
| Top 100 đĩa đơn Pháp (SNEP)           | 22     |
| Top đĩa đơn được tải xuống nhiều nhất | 13     |
| Top 100 Nga                           | 44     |
| Top 100 đĩa đơn châu Âu               | 77     |

## Danh sách track
Đĩa đơn maxi CD tiếng Pháp
1. Mademoiselle Juliette (Album Version) 3:05
2. Mademoiselle Juliette (Datsu Remix Edit) 3:22
3. Mademoiselle Juliette (Abz Remix) 3:07
4. Mademoiselle Juliette (Potch & Easyjay Remix) 3:06
5. Mademoiselle Juliette (Shazo Remix) 4:20
6. Mademoiselle Juliette (Deefire 2 Remix) 3:05
7. Mademoiselle Juliette (Datsu Remix Extended) 4:48
8. Mademoiselle Juliette (Push Up Plump DJs Remix) 7:24
9. Mademoiselle Juliette (Alber Kam Extended) 7:03

Đĩa vinyl French 12" (Picture Disc Limited Edition)
Đĩa A:
1. Mademoiselle Juliette (Radio Edit) 2:21
2. Mademoiselle Juliette (Push up Plump Dub Remix) 7:20
3. Mademoiselle Juliette (Datsu remix Extended) 4:48
4. Mademoiselle Juliette (Shazo Remix) 4:20
5. Mademoiselle Juliette (Deefire 2 Remix) 3:05

Đĩa B:
1. Mademoiselle Juliette (Push up Plump DJ's Remix) 7:24
2. Mademoiselle Juliette (Alber Kam Extended) 7:03
3. Mademoiselle Juliette (Potch & Easyjay Remix) 3:06
4. Mademoiselle Juliette (Acapella Full) 3:05

## Dẫn chứng
1. ↑  "Top 100 Singles week of 1.20.08-26.1.08". Bản gốc lưu trữ ngày 20 tháng 4 năm 2007. Truy cập ngày 30 tháng 7 năm 2009.
2. ↑  "France Single Download Chart". Bản gốc lưu trữ ngày 15 tháng 10 năm 2007. Truy cập ngày 30 tháng 7 năm 2009.
3. ↑  "Russia Airplay Chart". Bản gốc lưu trữ ngày 8 tháng 2 năm 2012. Truy cập ngày 30 tháng 7 năm 2009.
4. ↑  http://www.billboard.com/bbcom/esearch/chart_display.jsp?cfi=349&cfgn=Singles&cfn=European+Hot+100+Singles&ci=3091438&cdi=9664540&cid=02%2F09%2F2008%5B%5D